# Nicolae A. Anastasiu
Nicolae A. Anastasiu (n. 15 ianuarie 1940, București, România) este un geolog român, membru corespondent al Academiei Române din 2001 și membru titular din 4 noiembrie 2016.

## Biografie
A urmat Liceul „Titu Maiorescu” (1953-1956) și Școala Tehnică de Geologie din București. Absolvent al Facultății de Geologie-Geografie, specialitatea mineralogie-petrografie a Universității  din București. În 1974 și-a susținut teza Masivul granitoid Ogradena – studiu petrografic și geochimic, devenind doctor in geologie.  A fost preparator (1967-1969),   asistent (1969-1977), lector (1977-1990), conferențiar (1990-1993) și profesor (din 1993) la Catedra de Mineralogie a Universității din București; în perioadele 1992-1996 și 2004-2005 a fost șeful  acestei catedre.
Ca îndrumător de doctorat (din 1993)   și director al Școlii doctorale de geologie (2005-2008) a contribuit la ridicarea performanțelor științifice a unui număr mare de foști studenți. A acordat 18 titluri de doctor în Științele Pământului – Geologie.
A făcut  stagii de specializare,  documentare și aplicații geologice în Franța, Grecia, Italia, Elveția, SUA, Canada, Australia, Chile, China și Japonia.   Activitatea sa științifică  acoperă  un spectru larg de probleme: mineralogia feldspaților,  granitoidele de la Ogradena (Banat), masivul  alcalin  de la Ditrău (Carpații Orientali) și din domeniul sedimentologiei, petrografiei rocilor sedimentare, analizei secvențiale și modelelor de facies; cercetări aplicate in domeniul resurselor minerale și hidrocarburilor în Carpații Orientali, Carpații Meridionali, Munții Apuseni și Dobrogea. A efectuat primele studii de petrologie comparată și analiză comparativă – prin reconstiuiri de paleosurse pentru bazinele sedimentare din Masivul Central Dobrogean, zona flișului și a molasei din Carpații Orientali sau pentru depozitele paleogene din vestul Depresiunii Transilvaniei.
Rezultatele cercetărilor sale se regăsesc în peste 150 de lucrări, studii și comunicări publicate singur sau în colaborare, în țară și în  străinătate; dintre cărți:  Minerale și roci sedimentare (1977, 1981, 2005); Petrografia rocilor sedimentare (1979, în colab.); Texturi și structuri sedimentare (1983, în colab.); Manualul inginerului de mine (1984, în colab.) și Petrologie  sedimentară (1988); Geologie- Manual (1991, în colab.); Sedimentologie și petrologie aplicată în strategiile de explorare a hidrocarburilor (1995); Sedimentologie și petrologrie sedimentară (1998); Dicționar de geologie (1998, 2007, în colab);  Curs interactiv de Sedimentologie si Petrologie sedimentara. CD-SED-(2001); Diageneza rezervoarelor de hidrocarburi (2002);   Sisteme depoziționale-Analize secvențiale in Carpați și Dobrogea (2007). A fost editor la Mineralogy in the System of  Earth Sciences  de Em.Constantinescu - Imperial College – UK și la Mineralogy and Geodiversity – Tributes to the  career of Professor Emil Constantinescu. Editura Academiei Române. În 2015, coordonator și autor (în colaborare cu Em. Constantinescu) al tratatului  Resursele minerale ale României vol. I – Minerale industriale și roci utile (540 pag) ; in 2017, vol. II  - Minerale metalice și minereuri (631 p) și în 2019, vol III - Resurse energetice (647 pag).
Este editor-coordonator și autor al lucrării Contribuții la Istoria Științei (Domeniul Geoștiințe-Geologie) (2018), Edit. Academiei Române.
În 2016, publică la Springer (An Overview of Unconventional Resources of Romania. Pending challenges, 35 p., colab.cu B.M.Popescu) și în 2018, la Elsevier (prim autor: Romanian Coal Reserves and Strategic Trend. ICCP, 11 p). În 2019 a publicat Memoria pietrelor. Discurs de recepție în Academia Română. Editura GeoEcoMar, 104 p și în 2020 – Patchwork – cu maeștri și discipoli – Antologie de lucrări științifice. Editura Academiei Române, 565 p. 
A avut contribuții în evaluarea potențialului României în resurse energetice neconvenționale (shale gas) a prezentat
lucrări științifice, a ținut conferințe și a organizat cursuri postuniversitare pe această temă. 
A fost Invited lecture în Parlamentul UE (9 oct 2012 - Brussels) cu tema Unconventional energy resources: shale gas for Romania.
A fost coautor și coordonator al Raportului CENTGAS: ”Resurse de gaze naturale din zăcăminte neconvenționale – potențial și valorificare”
(2013 - Comitetul Național Român al Consiliului Mondial al Energiei). A contribuit la elaborarea Strategiei de dezvoltare a României în următorii 20 de ani (Proiectul 2-Resursele naturale), 2015-2017, Academia Română.
Director de proiecte și grant-uri interne și internaționale lansate de Ministerul Educației și Cercetării (1991-2008),  Membru al Societății Geologice a României și  președinte al ei (2000-2006), al Societății de Mineralogie și Petrografie a Mediului „Ludovic Mrazec” (1990-1994), al International Association of Sedimentologists,  al Asociației americane a geologilor din petrol (AAPG). De asemenea, vicepresedine al Comitetului Național al Geologilor din România - AR (din 2016), Membru al Consiliului de Onoare al AR din 2018  și reprezentant al României în Comisia Uniunii Internaționale a Științelor Geologice (IUGS) pentru Istoria geologiei .
Este laureat al Premiului  „Gr. Cobălcescu” al Academiei Române (1976) și a fost distins cu Ordinul Național „Steaua României” în grad de ofițer (2000).
La CEO-Forum Energy-2020 a primit Premiul de excelență pentru întreaga activitate.